# 3068 Ханіна
3068 Ханіна (3068 Khanina) — астероїд головного поясу, відкритий 23 грудня 1982 року.
Тіссеранів параметр щодо Юпітера — 3,628.